# Sala Cankar
La Sala Cankar o bien la Casa Cankar (en esloveno: Cankarjev dom) está situada en el extremo sur de la Plaza de la República en Liubliana, es el centro de convenciones, congresos y cultural más grande del país europeo de Eslovenia. El edificio fue diseñado por el arquitecto Edvard Ravnikar y fue construido entre 1977 y 1982. Las obras fueron financiadas en su totalidad por el gobierno de la entonces República Socialista de Eslovenia. El centro lleva el nombre del escritor y político socialdemócrata esloveno,  Ivan Cankar (1876-1918).